# Dogonić życie
Dogonić życie (ang. Racing for Time) – amerykański film biograficzny z 2008 roku w reżyserii Charlesa S. Duttona.

## Opis fabuły
Stackhouse (Charles S. Dutton) pracuje w zakładzie karnym dla młodych kobiet. Organizuje w placówce lekkoatletyczną drużynę sportową, licząc, że pomoże to więźniarkom przezwyciężyć rasowe uprzedzenia. Dzięki jego staraniom Vanessa (Yaya DaCosta) i jej koleżanki zaczynają się zmieniać.

## Obsada
- Charles S. Dutton jako porucznik Stack
- Yaya DaCosta jako Vanessa
- Zulay Henao jako Carmen
- Saige Thompson jako Cheryl
- Tiffany Haddish jako Denise
- Dequina Moore jako Tonya

i inni